# Rose Bruford College
Le Rose Bruford College est un collège des arts du spectacle du Royaume-Uni. C’est le premier conservatoire autorisé à offrir une Licence mention Acteur (bac+3). Le Rose Bruford College de Théâtre et arts du spectacle est la grande école internationale de théâtre de Londres.
Fondée en 1950 par l'actrice et écrivaine Rose Bruford, dans son propre manoir à Sidcup dans le Grand Londres, elle est considérée comme l'une des formations les plus complètes en théâtre et arts associés en Europe de l'Ouest .
Elle dispense des enseignements pour devenir comédien ou directeur de théâtre et diverses formations théâtrales, comme la conception des costumes, la mise en lumière, la mise en scène, la musique, les décors et le management.

## Diplômes délivrés au degree de bac+ 3 et plus
Premier cycle universitaireBaccalauréat en arts pour le Québec et Licence ès arts pour la France
- Licence Mention : Acteur (BA(Hons) Acting)
- Licence Mention : Acteur musicien (BA(Hons) Actor Musicianship)
- Licence Mention : des arts du théâtre européen (BA(Hons) European Theatre Arts)
- Licence Mention : des arts du théâtre américain (BA(Hons) American Theatre Arts)
- Licence Mention : conception de costumes (BA(Hons) Costume Production)
- Licence Mention : direction (BA(Hons) Directing)
- Licence Mention : mise en lumière (BA(Hons) Lighting Design)
- Licence Mention : programmation de la lumière (BA(Hons) Lighting Programming)
- Licence Mention : technologie musicale (BA(Hons) Music Technology)
- Licence Mention : son en représentation (BA(Hons) Performance Sound)
- Licence Mention : vidéo en représentation (BA(Hons) Performance Video)
- Licence Mention : arts scéniques (BA(Hons) Scenic Arts)
- Licence Mention : mise en scène (BA(Hons) Stage Management)
- Licence Mention : conception des décors théâtraux (BA(Hons) Theatre Design)
- Licence Mention : organisation des arts en direct (Foundation Degree Organising Live Arts)
- International Foundation Course

Second cycle universitairemaîtrise ès arts
| MA Actor Musicianship (180 credits)                                    |
| MA Actor and Performer Training (180 credits)                          |
| MA Contemporary Directing Practice (180 credits)                       |
| MA Collaborative Theatre Making (180 credits)                          |
| MA Devised Theatre Practice (Top up)                                   |
| MA Devised Theatre and Performance - Berlin                            |
| MA Integral Movement & Performance Practice – PT 3 years (180 credits) |
| MA International Theatre Practice and Performance (180 credits)        |
| MA Light in Performance (180 credits)                                  |
| MA Queer Performance                                                   |
| MA Theatre for Young Audiences (180 credits)                           |
| MFA Actor Musicianship (120 credits) Year 1                            |
| MFA Actor and Performer Training (120 credits) Year 1                  |
| MFA Advanced Devising Practice (120 credits a year) - Berlin           |
| MFA Collaborative Theatre Making (120 credits) Year 1                  |
| MFA Contemporary Directing Practice (120 credits)                      |
| MFA Integral Movement and Performance Practice Years 1-4, PT)          |
| MFA International Theatre Practice and Performance (120 credits)       |
| MFA Theatre for Young Audiences (120 credits)                          |
| MPhil/PhD with the University of East London                           |

## Anciens élèves
- Kate Ashfield
- Michele Austin
- Tom Baker
- Lake Bell
- Denis Bond
- Andrew Burt
- Judy Buxton
- Ron Cook
- David Crellin
- Janet Dibley
- Ray Fearon
- Elaine Glover
- Kerry Godliman
- Malcolm Hebden
- Greg Hicks
- Jennifer James
- Freddie Jones
- Michelle Joseph
- Gillian Kearney
- Barbara Kellerman
- Sophie Langham
- Alex Lovell
- Brian McCardie (en)
- Rory MacGregor
- Clive Merrison (en)
- Adrian Mills
- Ralph Morse
- Myfanwy Waring
- Thomas Nelstrop
- Rebecca Night
- Gary Oldman
- Anton Phillips
- Robert Pugh
- Rebecca Loudonsack
- Cathy Shipton
- Pam St. Clement
- Lloyd Stephens
- Kay Stonham
- Jacqueline Tong
- Roy Williams